# Lectifredo
Lectifredo (zm. 1140) – kardynał-prezbiter S. Vitale.
O jego pochodzeniu nic bliżej nie wiadomo, ze względu na imię można jedynie z pewnym prawdopodobieństwem stwierdzić, że był pochodzenia longobardzkiego. Do Kolegium Kardynalskiego powołał go Honoriusz II. W czasie podwójnej elekcji papieskiej w lutym 1130 stanął początkowo po stronie antypapieża Anakleta II, jednak w 1133 przeszedł do obozu prawowitego papieża Innocentego II. Był jedynym anakletiańskim kardynałem, który zachował swój urząd po Soborze Laterańskim II w kwietniu 1139. Występuje jako świadek na licznych bullach Honoriusza II (7 maja 1128), Anakleta II (27 marca do 24 kwietnia 1130) i Innocentego II (21 grudnia 1133 do 18 maja 1140).